# Ytzen van der Veen

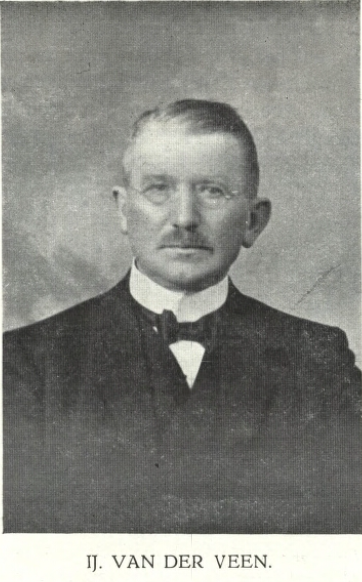
Ytzen van der Veen (1929)

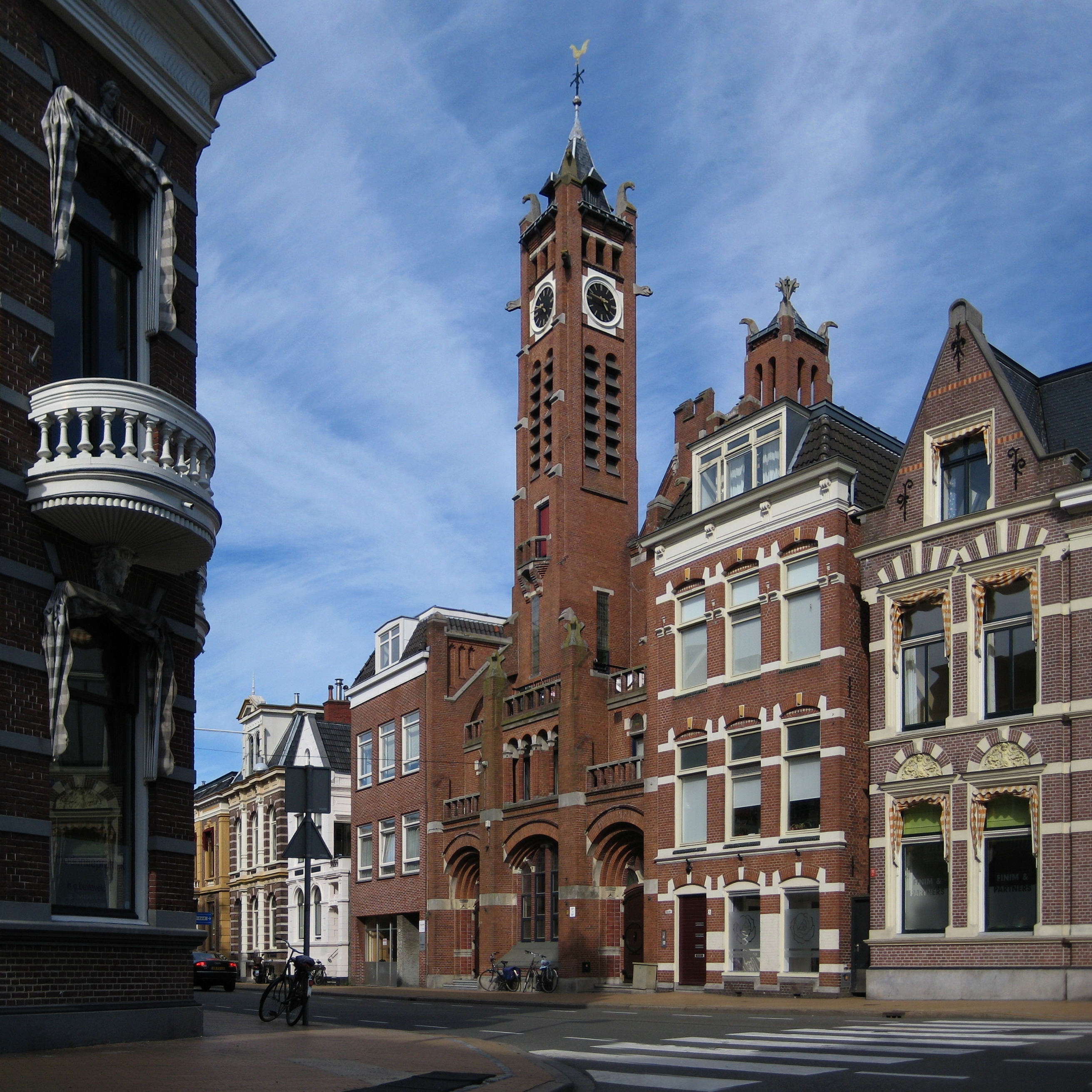
De Zuiderkerk (1901) aan de Stationsstraat in Groningen, die door T. Kuipers en Van der Veen samen werd ontworpen (2010)

Ytzen van der Veen (Augustinusga, 11 oktober 1861 - Groningen, 23 april 1931), ook wel IJ. van der Veen genoemd, was een Nederlandse architect.
Van der Veen, een timmermanszoon, was vooral actief in de stad Groningen en Ommelanden. Met zijn collega Tjeerd Kuipers (1857-1942), die eveneens van gereformeerde komaf was, ontwierp hij de Zuiderkerk (1901) aan de Stationsstraat 12. Het tweetal werkte ook samen aan de synagoge (1906) in de Folkingestraat. Beide panden zijn aangewezen als rijksmonument. Dat geldt ook voor een in 1909 in Groningen gebouwd herenhuis, dat door Van der Veen werd ontworpen. Ook de gereformeerde kerk van het Groninger dorp Zuidwolde werd door hem getekend.

## Werken (selectie)
- 1900-1901: Zuiderkerk, Groningen (met T. Kuipers)[1]
- 1905: Woonhuis aan de Munnekeholm 14, Groningen
- 1905: Gereformeerde kerk, Spijk[2]
- 1906: Synagoge, Groningen (met T. Kuipers)[3][4]
- 1908: Gereformeerde kerk, Zuidwolde (Groningen)[5]
- 1908: Gereformeerde kerk, Garrelsweer
- 1909: Herenhuis aan de Kraneweg, Groningen[6]
- 1910: Schranskerk, Leeuwarden
- 1911: Gereformeerde kerk (vrijgemaakt), Schildwolde[7]
- 1916: Woonhuis en meubelmagazijn aan de Markt, Assen.[8]
- 1923: Gereformeerde kerk aan de Hoofdweg 93, De Krim (verbouw/uitbreiding)[9]

## Afbeeldingen

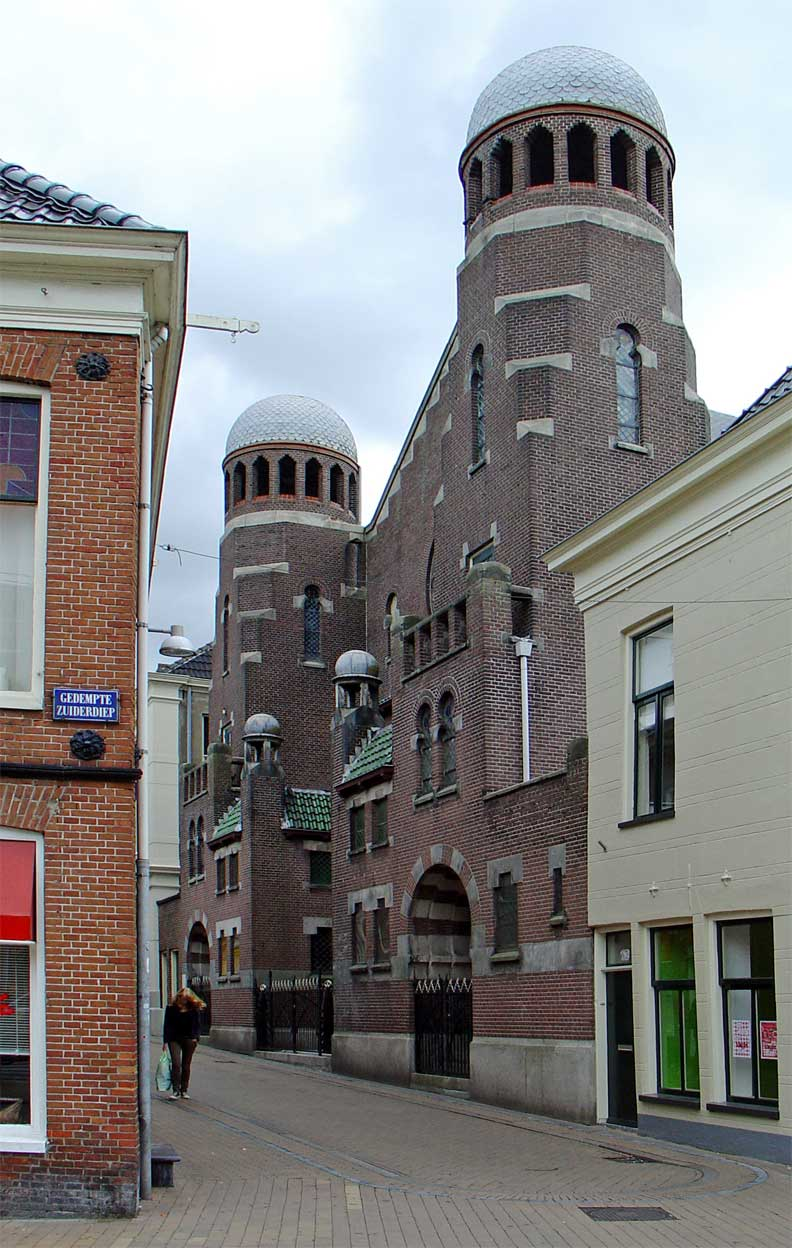
Synagoge (1906) aan de Folkingestraat, Groningen (2008)
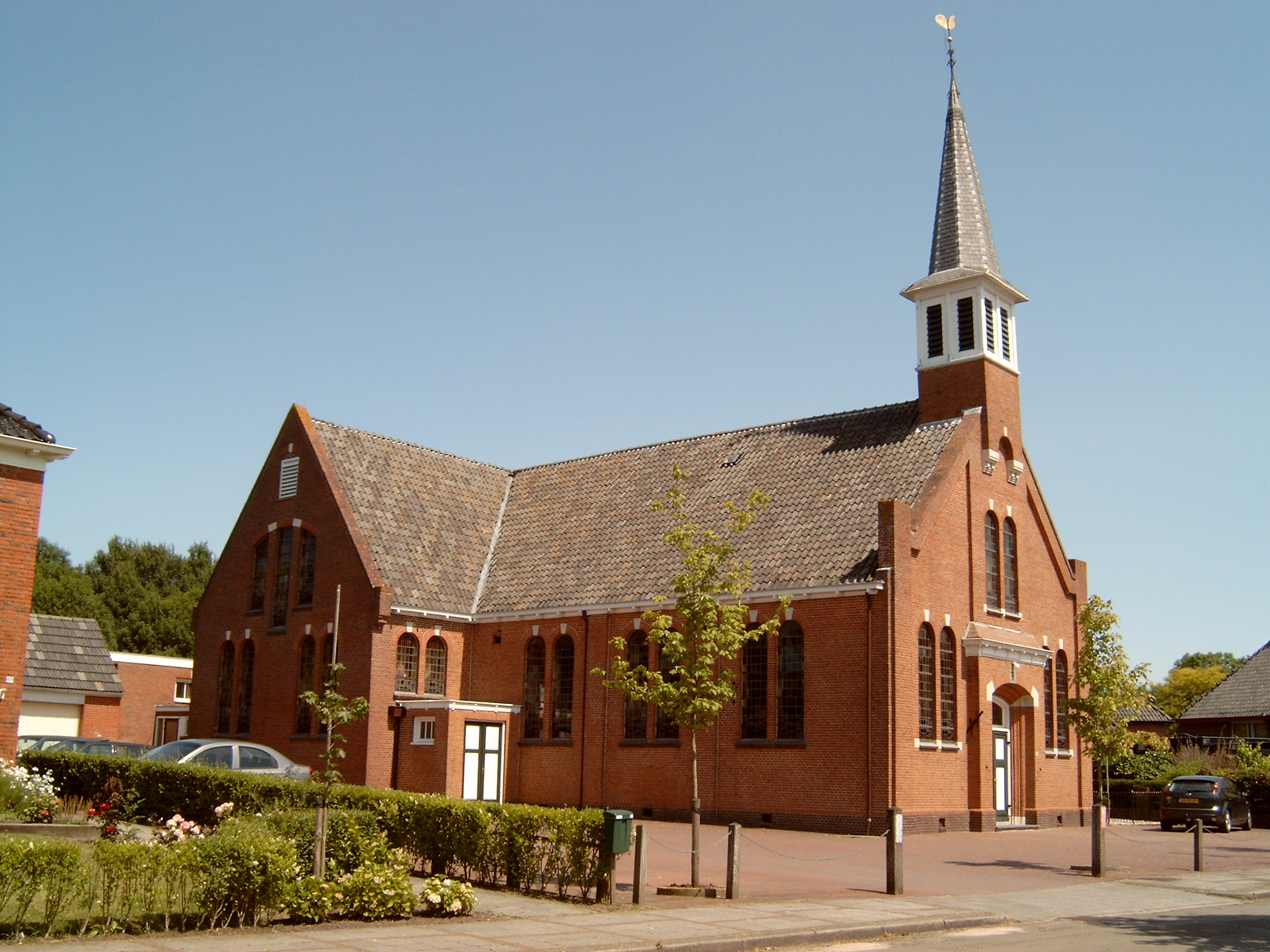
Gereformeerde kerk (1908), Garrelsweer (2009)
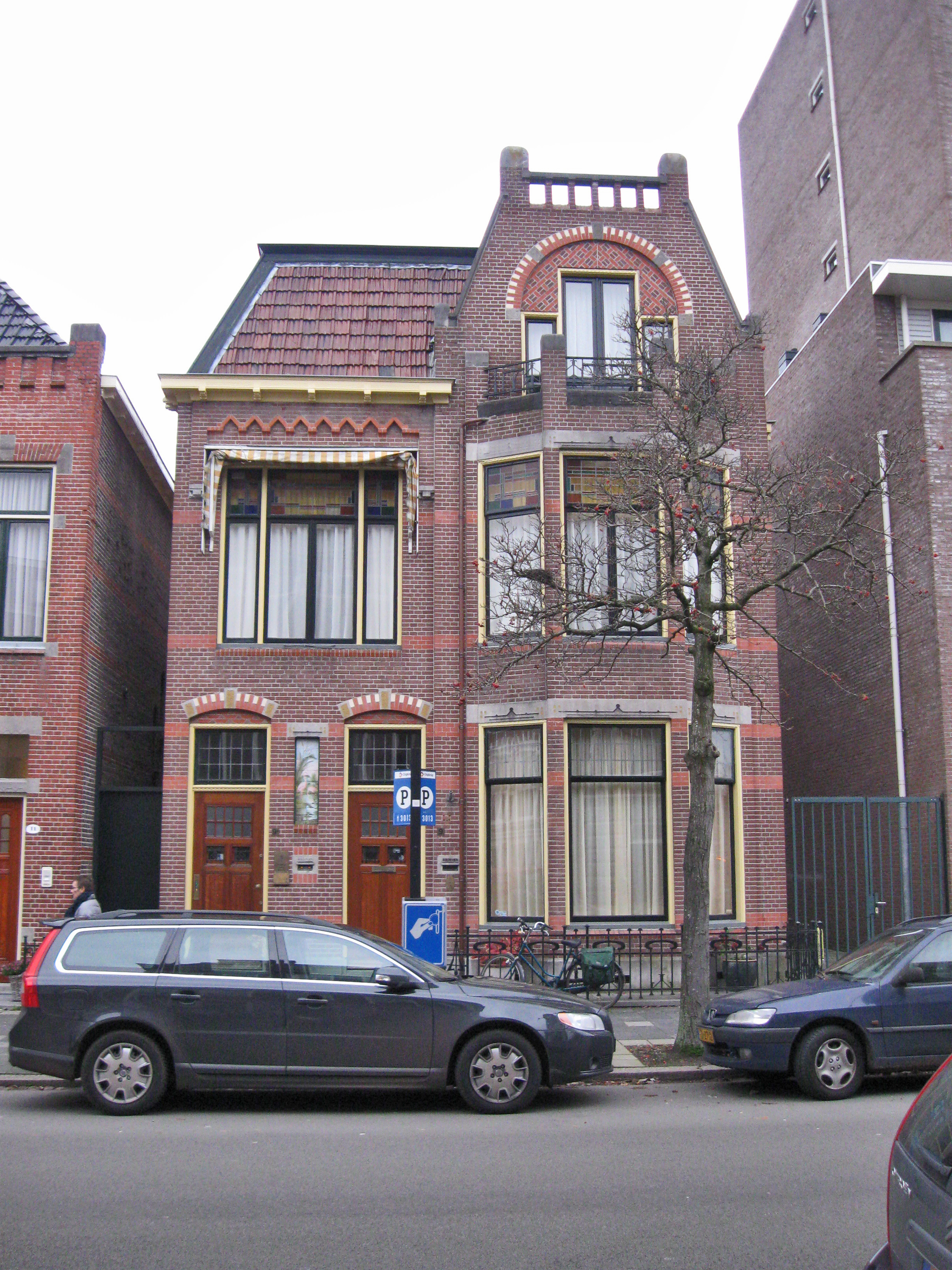
Herenhuis (1909) aan de Kraneweg, Groningen (2010)
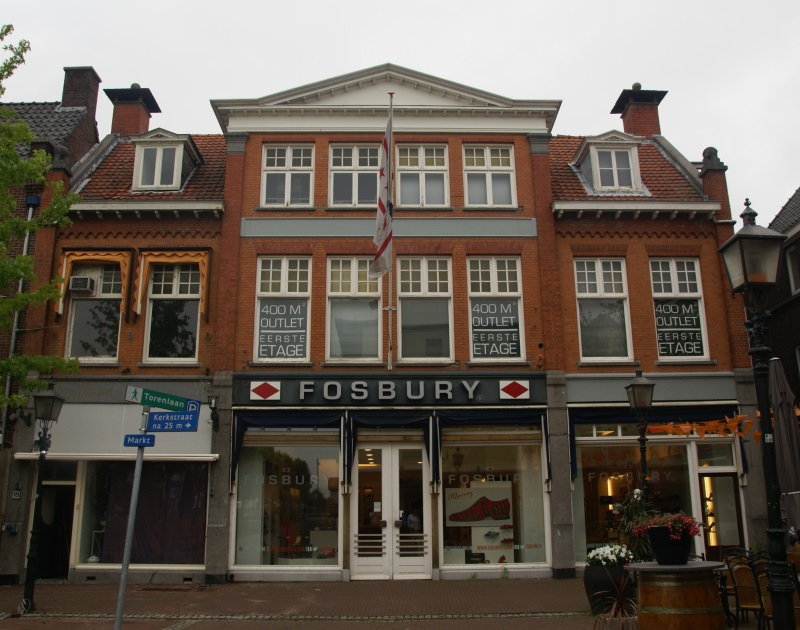
Woonhuis en meubelmagazijn (1916) aan de Markt, Assen (2015)